# Kaspar Alexius
Kaspar Alexius (* 1581 in Chamues-ch; † 1626 in Genf) war ein Schweizer reformierter Pfarrer und Theologe.

## Leben
Kaspar Alexius wurde im Jahr 1581 in Chamues-ch im Gotteshausbund geboren, einem Teilbund des heutigen Graubünden in der Schweiz. Nach 1595 besuchte er die Nikolaischule in Zürich. Von 1596 bis 1598 studierte er an der Universität Zürich und nach 1599 an der Universität Basel. 1603 schloss er dort sein Studium mit einer philosophischen und einer theologischen Disputation ab.
Weil er sich nicht dazu entschließen konnte, auf dem Gebiet der Drei Bünde als Pfarrer tätig zu sein, verbrachte er die Jahre 1605 und 1606 als Student in Paris und die darauf folgenden Jahre an der calvinistischen Akademie in Genf. 1608 wurde er Pfarrer in der Gemeinde Chêne-Bougeries bei Genf und 1609 in Genf ordiniert. 1612 wurde Kaspar Alexius Pfarrer einer italienischen Gemeinde in Genf. 
Nachdem ihn aus ganz Graubünden mehrfach Bitten um das Annehmen einer Pfarrstelle erreicht hatten, nahm er 1616  eine Stelle als reformierter Pfarrer in Sondrio im bündnerisch beherrschten Veltlin an, das mehrheitlich katholisch war. Er gehörte zu den sog. «Prädikanten», die in den überwiegend katholischen Bündner Untertanengebieten die reformierten Minderheitengemeinden gegen die Gegenreformation verteidigten und 1618 am Strafgericht von Thusis die Hinrichtung des katholischen Erzpriesters Nicolò Rusca von Sondrio erreichten. Während des Veltliner Mordes, bei dem viele Protestanten umkamen, flüchtete Alexius 1620 über den Murettopass ins Engadin. Noch im gleichen Jahr übernahm er die Gemeinde Untervaz im Churer Rheintal. 
Von den reformierten Gemeinden Zizers und Untervaz erhielt er den Auftrag, zu der Deutschen Union, in die Niederlande und zum König von England zu reisen, um sich dort für die Sache der Reformierten in Graubünden einzusetzen.  Am 24. September 1620 wurde er jedoch in Breisach im Auftrag von Erzherzog Leopold V. von Österreich-Tirol zusammen mit Johann von Porta verhaftet und nach Innsbruck ins Gefängnis überführt. Nachdem sich der Churer Bischof und das Domkapitel für sie eingesetzt hatten, wurden sie nach einer Gefangenschaft von 26 Monaten im November 1622 freigelassen. Der ebenfalls verhaftete Blasius Alexander hingegen wurde im Dezember 1622 hingerichtet. Im Jahr 1623 wurde Alexius an der Akademie in Genf Professor der Philosophie. 1626 verstarb er in Genf.

## Werke
- De humana anima (Basel 1602)
- An Ulysses insaniam simulans, ne ad Toianum bellum cogeretur, salem seminans, et variis animalibus aratra jungens, prudentis nomen mereatur, an non? (Basel 1603)
- Dissertatio physica de mixtura (Geneve 1625)